# Nosodendron reichardti
Nosodendron reichardti är en skalbaggsart som beskrevs av Joly 1991. Nosodendron reichardti ingår i släktet Nosodendron och familjen almsavbaggar. Inga underarter finns listade i Catalogue of Life.